# 信濃奇勝録

『信濃奇勝録』の表紙（国立国会図書館蔵）

『信濃奇勝録』（しなのきしょうろく）は、江戸時代末期に、信濃国佐久郡臼田町の神官であった井出道貞が、信濃国（現在の長野県）の各地を十数年にわたって実地踏査を重ね見分した成果を記録した地誌で、収録されている地誌範囲は信濃国全域におよんでいる。全5巻。

## 概要
井出道貞は本書を1834年（天保5年）2月に脱稿しているが、版行はされず稿本として残され、約半世紀後の1886年（明治19年）12月、孫にあたる井出通によって初めて出版された。江戸時代後期、瀬下敬忠『千曲之真砂』をのぞいて信濃国の全体を網羅する体系的な地誌・沿革誌としての類似書はほとんどなく、信濃各地の有名な奇勝景観に加えて、歴史・旧跡・民俗・社寺・祭事から、建造物・古器物・出土品、また珍しい動物・植物・鉱物に至るまで多彩な事物を紹介している。本文には文章だけではなく、図も豊富に掲載されている。
「巻之一」では筑摩郡を、「巻之二」では安曇郡と水内郡を、「巻之三」では佐久郡と小県郡を、「巻之四」では諏訪郡と伊那郡を、「巻之五」で埴科郡・更級郡と高井郡を取り上げている。
なお、稿本および出版時の版木は、1976年現在で現存・保管されていることが確認されている。

## 各巻の概要
各郡で見出しになって紹介されているのは、次の通りである。

### 巻之一

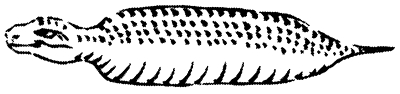
巻之一におさめられている野槌の挿絵

筑摩郡之部
国分界、湯舟沢、野槌、木曽古道、古代の桟道、風越山、小野滝、寝覚牀、三帰、今の桟道、麝香沢、木曽踊、鞍坡瀑布、氷湍、十一鳥、御嶽、小木曽女、不種菜、洗馬古物、鏡石、牛伏、重玉松、筑摩御湯、蚦虵骨、猿手狸、花蓯蓉、沢村の異鳥、掌蓮、美が原の片石、水沢

### 巻之二
安曇郡之部
雑食橋、三光石、㹦鼠、藤橋、青島異鳥、白骨竜穴、物草太郎塚、宮城巌窟、登波離橋、誂譃全亨、鬼霰石
水内郡之部
善光寺、飯縄山、戸隠山、紅葉岩窟、志垣、石炭、大鼓岩、機織石、猿丸、水内橋、弥太郎滝、貝石、火井、臭水油、ぶらん堂、端蔵主、大蜘蛛、四山一望、野尻湖水、地震瀑布

### 巻之三
佐久郡之部
松原、古石燈台、古鈴、銅馬、紫雲山什貲、玄三髭、槲岩、古陶器、蛇石、香炉岩、安養寺什貲、相生松、皓月輪、碓氷紅葉、浅間山、無名薬、亀石、駒形石、布引山、下之条古物、蟇闘、農夫異行、婆良小屋、立科山
小県郡之部
四阿山、国分寺埋木、鳴石、虚空蔵山、匠人噛蛇、獅子踊、感馬、魚骨石、出浦、鴻巣、仏岩、柳草

### 巻之四
諏訪郡之部
須波乃海、諏方上下神社、御頭祭、御射山祭、御柱祭、神宝並級笠行騰、七木七石、七不思議、下諏方祭、縁起絵、斎瓮、石羊、山神の猧子、徳本釜
伊那郡之部
天狗栗、風穴、勝間山仙境、馬角、鸚鵡石、真菰池、塩井、大河原、松島王墳、竹魚、駒岳、光前寺、大島山滝、闘竜、三足鶏、雲彩寺古物、銅版、冠石、蝉蕈、神代石、山吹畸人、春田打、白山窟、園原、立石、大根石、深見池、早梅花

### 巻之五
埴科郡之部
岩端蛍、円尽卓袱、野茂利、雨宮貌踊、山鳴、土鑵子、御安紅梅
更級郡之部
姨捨山、醫人穴熊、白鳥山什貲、古器物、玉髄、古銅器玉石、河中島古戦場、バカ火
高井郡之部
保科、墨坂三石、松皮琴嚢、一目髑髏、米子瀑布、飯盛松、無縫塔、荒井河原、弥勒石、雌垂雄垂、小菅、神戸銀杏、凹石、獅子石、秋山、山蟹

## 文献
- 『新編信濃史料叢書 第13巻』信濃史料刊行会、1976年6月

## 閲覧可能なウェブサイト
- 国立国会図書館近代デジタルライブラリー・信濃奇勝録1
- 国立国会図書館近代デジタルライブラリー・信濃奇勝録2
- 国立国会図書館近代デジタルライブラリー・信濃奇勝録3
- 国立国会図書館近代デジタルライブラリー・信濃奇勝録4
- 国立国会図書館近代デジタルライブラリー・信濃奇勝録5